# 細川元教
細川 元教（ほそかわ もとのり）は、江戸時代中期の武士・坊官。

## 概要
「大覚寺文書」によると、元教は野路井乗意の次男・主殿の家督を継いだ。元教と兄の堯有は母親が当時の大覚寺門跡（性真法親王）かの乳母であったことからその門跡に近侍し、細川采女を名乗ったという。